# Société Callista
Die Société Callista war ein französischer Hersteller von Automobilen.

## Unternehmensgeschichte
Antonio Monge und Robert Rowe gründeten 1949 das Unternehmen in Paris und begannen 1950 mit der Produktion von Automobilen. Der Markenname lautete Callista. Raymond Gaillard, der später Automobiles Arista gründete, vertrieb die Fahrzeuge in seinem Autohandel Grand Garage Molière in der Rue du Ranelagh 64 im 16. Arrondissement in Paris. 1952 endete die Produktion. Insgesamt entstanden 24 Fahrzeuge.

## Fahrzeuge
Das Unternehmen stellte Sportwagen her. Die Basis der Fahrzeuge bildete das Fahrgestell von Panhard-Fahrzeugen. Für den Antrieb sorgte der luftgekühlte Zweizylindermotor von Panhard Dyna X. 79,5 mm Bohrung und 75 mm Hub ergaben 745 cm³ Hubraum. Der Motor leistete in der Normalausführung 33 PS. Gegen Aufpreis war eine Zweivergaseranlage und 38 PS Leistung erhältlich.
Das Modell Coupe des Alpes war ein zwei- oder viersitziges Cabriolet. Die Karosserie entstand durch die Société Callista. Bei einem Radstand von 213 cm und einer Spurbreite von 122 cm war das Fahrzeug 410 cm lang, 149 cm breit und 135 cm hoch. Das Leergewicht war mit 600 kg angegeben. Die Fahrzeuge konnten eine Höchstgeschwindigkeit von 130 km/h erreichen. Der Neupreis betrug 930.000 Französische Franc im Jahre 1950 für den Zweisitzer. Rücksitzbank und -lehne kosteten 15.000 Franc Aufpreis.
Das Modell Ranelagh war ein Roadster. Die Société Dijon-Tourisme fertigte die Karosserien. Die Fahrzeuge wurden auch bei Autorennen eingesetzt. Bei gleichem Radstand und gleicher Spurbreite wie das Cabriolet war der Roadster 362 cm lang, 150 cm breit und 110 cm hoch. Das Leergewicht war mit 510 kg niedriger und die Höchstgeschwindigkeit mit 135 km/h höher. Der Neupreis betrug ebenfalls 930.000 Franc.
Das Coupé Auteuil ging nicht in Serienproduktion. Problematisch war das Unterbringen von vier Sitzen beim zunächst unveränderten Radstand von 213 cm. Erst später wurde der Radstand auf 235 cm verlängert.